# Everardia longifolia
Everardia longifolia är en halvgräsart som beskrevs av Charles Louis Gilly. Everardia longifolia ingår i släktet Everardia och familjen halvgräs. Inga underarter finns listade i Catalogue of Life.